# Ulaanbaataryn Unaganuud FC
Câu lạc bộ bóng đá Ulaanbaataryn Unaganuud là một câu lạc bộ bóng đá Mông Cổ đến từ Ulaanbaatar. Họ thi đấu tại Giải Ngoại hạng Mông Cổ  và còn được gọi là UBU FC (УБУ ФС). ,  Ngoài việc thi đấu tại Khurkhree League, đội đại học cũng đã tham dự Giải vô địch sinh viên châu Á năm 2007 và 2009 cũng như một giải đấu giao hữu giữa các đội từ Mông Cổ, Trung Quốc và Hàn Quốc năm 2005.  Câu lạc bộ cũng điều hành một đội bóng futsal có trụ sở tại phòng thể thao của trường đại học.

## Danh hiệu
- Premier League Mông Cổ: (1) [4]
  - Chiến thắng: 2009